# Maratona Messier
Uma maratona Messier é uma tentativa, geralmente organizada por astrônomos amadores, de encontrar a maior quantidade de objetos Messier possível durante uma única noite. O catálogo Messier foi compilado pelo astrônomo francês Charles Messier no final do século XVIII e é composto por 110 objetos relativamente brilhantes do céu profundo (galáxias, nebulosas e aglomerados de estrelas).

## Fatores que viabilizam uma maratona Messier
O número de objetos Messier visíveis em qualquer noite varia de acordo com alguns fatores, incluindo a localização do observador, a duração do dia e da noite e da época (as posições dos objetos Messier em relação ao sol varia com a época do ano).

### Localização
Messier compilou seu catálogo visualizando objetos do hemisfério norte e nem todos os objetos Messier são visíveis do hemisfério sul. Em particular, os objetos M81, M82, M52 e M103 dificultam a realização das maratonas Messier porque estes objetos estão todos localizados em uma declinação de 60° norte ou superior. As maratonas Messier podem ser tentadas a partir de qualquer local do hemisfério norte, mas as latitudes baixas a médias são, em teoria, as mais propícias para a realização das maratonas Messier. Em particular, a latitude 25° e suas adjacências apresentam a melhor possibilidade para se completar uma maratona de Messier no momento certo do ano.

### Temporada
Em médias a baixas latitudes do hemisfério norte, particularmente em torno da latitude 25°, é possível observar todos os objetos Messier em uma noite durante uma janela de poucas semanas a partir de meados de março e início de abril. Nesse período, as noites escuras, à época da lua nova, são as melhores para uma maratona Messier.

### Outras épocas do ano
Maratonas Messier, menos completas, podem ser realizadas em outras épocas do ano, com a porcentagem real de objetos Messier vistos dependendo da estação e localização. Em particular, há um curto período em torno do equinócio de outono (hemisfério norte), quando a maioria dos objetos podem ser vistos.

## A maratona
Tipicamente um observador que tenta uma maratona Messier começa no pôr do sol a observar, continuando durante a noite até o amanhecer, com o objetivo de ver todos os 110 objetos. O observador começa visualizando os objetos baixos no céu ocidental ao pôr do sol na esperança de vê-los antes que se ponham (saiam fora do campo de vista). Então o observador começa a observar o céu ao leste. Ao nascer do sol, o observador bem-sucedido irá observar os últimos objetos baixos ao horizonte leste, na esperança de vê-los antes que o céu se torne muito brilhante devido ao sol nascente. A noite pode ser um teste de resistência e força de vontade dependendo das condições meteorológicas e da aptidão física do observador. Regiões particularmente lotadas do céu (ou seja, o Aglomerado de Virgem e do centro galáctico da Via Láctea) pode provar ser um desafio para um observador e em uma maratona Messier gasta-se um tempo considerável para visualizar tais objetos.

## Maratonas organizadas
Maratonas são normalmente organizadas por uma organização de astronomia local ou sociedade astronômica como um tipo especial de festividade astrônomica. Ocorrem pelo menos uma vez a cada ano. Alguns clubes emitem certificados tanto para participação ou por alcançar um determinado número de objetos vistos.